# 리오네그로주 (우루과이)

리오네그로주의 위치

리오네그로주(스페인어: Departamento de Río Negro)는 우루과이 북서부에 위치한 주로 주도는 프라이벤토스이며 면적은 9,282km2, 인구는 54,765명(2011년 기준)이다. 북쪽으로는 파이산두주, 동쪽으로는 타콰렘보주, 남동쪽으로는 두라스노주, 남쪽으로는 소리아노주와 접하며 서쪽으로는 아르헨티나와 국경을 접한다.

주기
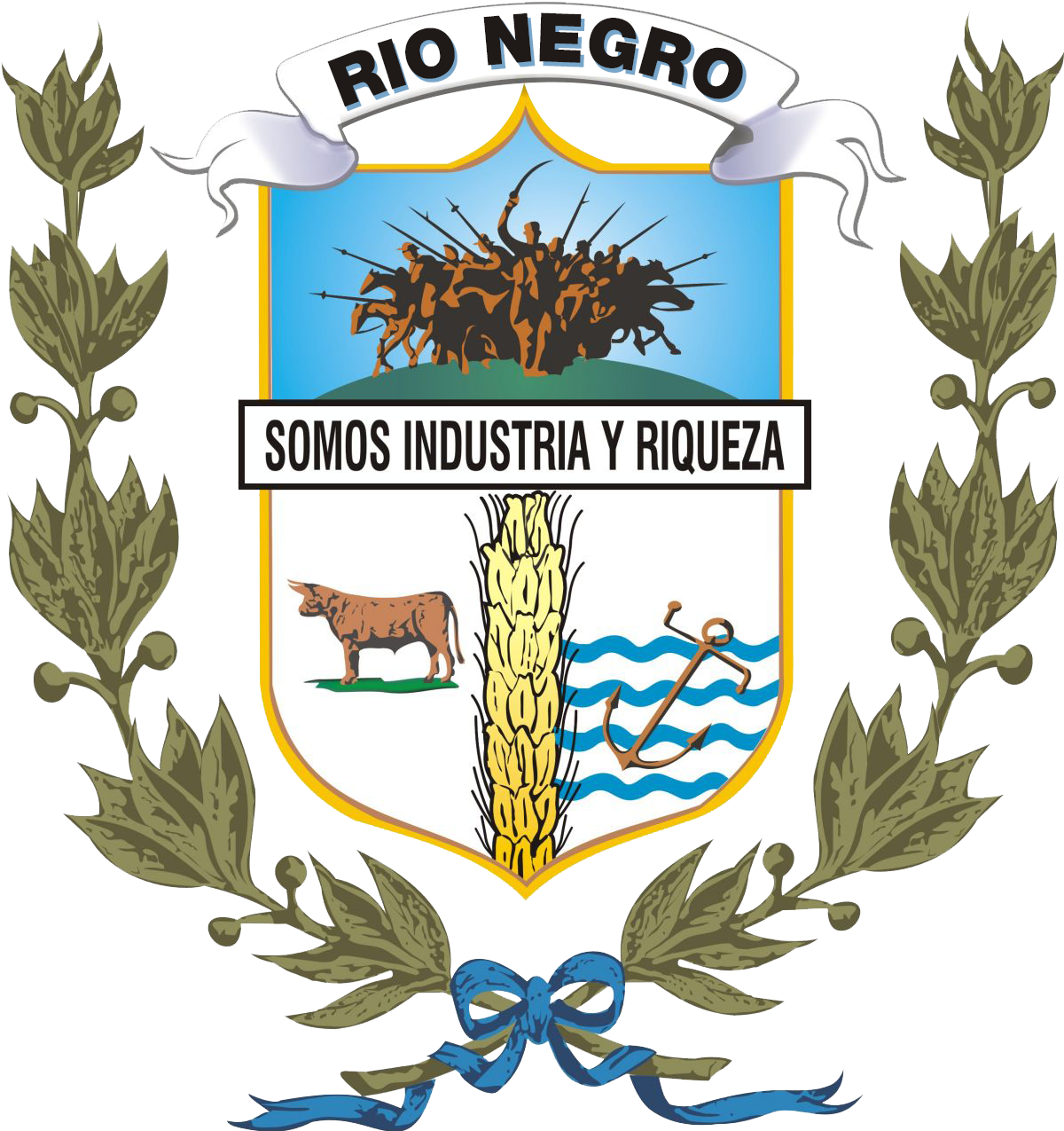
주 문장